# Jang Ok-rim
Jang Ok-rim (* 8. Februar 1948) ist eine ehemalige nordkoreanische Volleyballspielerin.

## Karriere
Jang gewann mit der nordkoreanischen Nationalmannschaft bei der Weltmeisterschaft 1970 und bei den Olympischen Sommerspielen 1972 jeweils die Bronzemedaille.